# المجعاره السفلى (العدين)

تعديل مصدري - تعديل

المجعاره السفلى محلة تابعة لقرية راس قصع، التابعة لعزلة قصع حليان بمديرية العدين إحدى مديريات محافظة إب في الجمهورية اليمنية.، بلغ تعداد سكانها 101 حسب تعداد اليمن لعام 2004.